# اتاق چینی
اتاق چینی (به انگلیسی: Chinese Room) یک آزمایش ذهنی است که اولین بار توسط مقاله جان سرل به نام «ذهن‌ها، مغزها، و برنامه‌ها» (به انگلیسی: Minds, Brains, and Programs) در مجله «علوم رفتاری و ذهنی» (به انگلیسی: Behavioral and Brain Sciences) در سال ۱۹۸۰ منتشر شد. وی با این سؤال که آیا یک برنامه هوشمند مترجم کامپیوتری که توانایی ترجمه از زبان چینی به زبان انگلیسی را دارد، ضرورتی برای فهم موضوع مورد ترجمه دارد یا خیر، و با تشبیه ذهن به یک برنامه هوشمند کامپیوتری این استدلال را در برابر مواضع فلسفی کارکردگرایی و نظریه محاسباتی ذهن که در آنها، ذهن به عنوان یک محاسبه‌گر یا دستکاری کنندهٔ نماد عمل می‌کند، قرار دهد.
در واقع نتایج حاصل از آزمایش اتاق چینی حکایت از این دارد که هیچ برنامه‌ای نمی‌تواند به کامپیوتر ذهن، فهم یا آگاهی بدهد. حال آن برنامه هر آنچه می‌خواهد هوشمند باشد و باعث شود کامپیوتر همچون انسان رفتار کند.
اگر چه این آزمایش در اصل جوابی برای اظهارات محققین هوش مصنوعی بود، اما این ادعا در برابر اهداف تحقیقات هوش مصنوعی قرار نمی‌گیرد چرا که این موضوع حدی برای هوشمندی کامپیوتر قائل نیست. همچنین این آزمایش مختص کامپیوترهای دیجیتال است و دامنه آن همه ماشین‌ها نیستند.

## اتاق چینی
چیزی که اولین جرقه مقاله سرل به حساب می‌آمد این بود:
فرض کنید تحقیقات هوش مصنوعی منجر به ساخت کامپیوتری شده‌است که می‌تواند زبان چینی را بفهمد. به این صورت که یک سری کاراکتر چینی به عنوان ورودی به آن داده می‌شود و با پردازشی که برنامه آن کامپیوتر انجام می‌دهد تعدادی کاراکتر دیگر چینی را خروجی می‌دهد. سرل می‌گوید فرض کنید این کامپیوتر به خوبی آزمون تورینگ را پشت سر می‌گذارد به این معنی که یک فرد چینی زبان متقاعد می‌شود که این ماشین خود یک فرد زنده چینی زبان است. حال سؤالی که مطرح می‌شود این است که آیا ماشین مذکور به معنی واقعی کلمه چینی می‌فهمد یا این فقط یک شبیه‌سازی از قابلیت چینی صحبت کردن است؟ سرل برای مورد اول از عبارت "هوش مصنوعی قوی" و برای مورد دوم از عبارت "هوش مصنوعی ضعیف" استفاده می‌کند.
سرل سپس ادامه می‌دهد: فرض کنید من درون یک اتاق در بسته محبوس شده باشم و یک کتاب به زبان انگلیسی دارم که در آن قواعد و مراحل اجرای یک برنامه کامپیوتری (همان برنامه‌ای که ماشین به کمک آن قادر است ورودی چینی را به خروجی چینی تبدیل کند) نوشته شده‌است. حال کسانی که بیرون اتاق هستند یک دسته بزرگ نوشته‌های چینی به من می‌دهند. فرض کنید (همان‌طور که واقعاً این طور است) من چیزی از زبان چینی نمی‌دانم نه نوشتن و نه خواندن و حتی من مطمئن نیستم که بتوانم بین نوشته‌های چینی یا زبان‌هایی شبیه آن مثلاً ژاپنی و شکلک‌های بی‌معنی تفاوت قائل شوم. از نظر من نوشته‌های چینی فقط پر از شکلکهای بی‌معنی است. با این حال من قادر هستم ورودی که از بیرون اتاق به زبان چینی دریافت کرده‌ام را به کمک کتاب و مراحل اجرای برنامه گفته شده پردازش کنم و یک یادداشت به زبان چینی را به افراد بیرون اتاق بدهم.
او می‌گوید اگر کامپیوتر اینگونه تست تورینگ را پشت سر گذاشته‌است (که در صورت پشت سر گذاشتن چنین است) من هم می‌توانم چنین کاری کنم. حال او بیان می‌دارد در این آزمایش فرق جدی بین نقشی که کامپیوتر ایفا می‌کند با نقش او وجود ندارد چرا که هر دو یک سری گام‌هایی را برمی‌دارند و در نهایت برداشتی که از کار آن‌ها می‌شود این است که آن‌ها در یک گفتگو شرکت داشته‌اند. با این حال سرل قادر به فهم مکالمه نیست پس می‌توان اینگونه ادعا کرد که کامپیوتر نیز چنین است و مکالمه را نمی‌فهمد.
سپس سرل اینگونه قضیه را بیان می‌کند که بدون "فهم" نمی‌توان عمل ماشین را "فکر کردن" توصیف کرد پس کامپیوتر نمی‌تواند فکر کند و در نتیجه نمی‌توان برای آن ذهن قائل بود. همه صحبت‌های بالا در نهایت سرل را به این نتیجه رهنمون کرد که فرضیه "هوش مصنوعی قوی" غلط است.

## روش کار اتاق چینی
اتاق چینی (و همه کامپیوترهای مدرن) برای انجام محاسبات و شبیه‌سازی‌ها، اشیا فیزیکی را دستکاری می‌کنند. محققان هوش مصنوعی، آلن نیوول (به انگلیسی: Alan Newell) و هربرت الکساندر سیمون (به انگلیسی: Herbert Simon) به این نوع از ماشین «سیستم نماد فیزیکی» می‌گویند. همچنین این سیستم با سیستم صوری (به انگلیسی: formal systems) در منطق ریاضیات معادل می‌باشد.
سرل بر روی این حقیقت تأکید دارد که این نوع از دستکاری نماد دستوری(syntactic) است (با قرض گرفتن این واژه از مطالعات گرامری). CPU نمادها را بدون هیچ علمی از معنای(semantics) نمادها، با استفاده از نوعی قواعد دستوری دستکاری می‌کند.

## نتایج سرل از اتاق چینی
جان سرل توانست بین دو فرضیه مهم تمایز قائل شود و آن‌ها را فرضیه هوش مصنوعی قوی و فرضیه هوش مصنوعی ضعیف نامید:
فرضیه اول می‌گوید: یک سیستم هوش مصنوعی می‌تواند فکر کند و ذهن داشته باشد.
فرضیه دوم می‌گوید: یک سیستم هوش مصنوعی (فقط) می‌تواند مثل این عمل کند که فکر می‌کند و ذهن دارد.

## علوم رایانه
با وجود اینکه هم متخصصین علوم رایانه و هم محققین هوش مصنوعی مسئله اتاق چینی را بی‌ربط به حوزه خود می‌دانند ولی مفاهیمی همچون پردازش نمادها، ماشین تورینگ و تست تورینگ هم در این حوزه‌ها و هم در آزمایش اتاق چینی مشترک هستند.

### فرضیه هوش مصنوعی قوی و تحقیقات هوش مصنوعی
طبق تحقیقاتی که صورت گرفت بسیاری از محققین هوش مصنوعی اعتنایی به نتایج جان سرل نداشتند. آن‌ها برایشان مهم بود برنامه مورد آزمایششان کار کند تا اینکه این کار کردن نتیجه شبیه‌سازی هوش است یا هوش واقعی.
سرل با این مسئله که تحقیقات هوش مصنوعی می‌تواند منجر به ساخت ماشینی شود که همان کارهایی می‌کند که ذهن انسان قادر به انجامشان است. اتاق چینی هم این امکان را انکار نمی‌کرد اما نکته‌ای که این آزمایش آن را بیان می‌کرد تمایز بین ذهن انسان و کامپیوتر بود، ولو کامپیوتر قادر باشد کارهای انسانی بکند.
همچنین فرضیه هوش مصنوعی قوی جان سرل را نباید با هوش مصنوعی کاملِ ری کرزویل اشتباه گرفت. مهم‌ترین تفاوت این دو تعریف این است که سرل برای مقدار هوشی که کامپیوتر می‌تواند داشته باشد مرزی قائل نیست و می‌گوید کامپیوترها قادرند بسیار هوشمند شوند هر چند این دلیل نمی‌شود آن‌ها بتوانند در مسئله ذهن و فکر کردن رقیب انسان شوند ولی کرزویل بدون عرضه توصیفی از آینده کامپیوترها، صرفاً از میزان هوش آینده آن‌ها و پیشی گرفتنشان از انسان‌ها ابراز نگرانی می‌کند.

### تست تورینگ

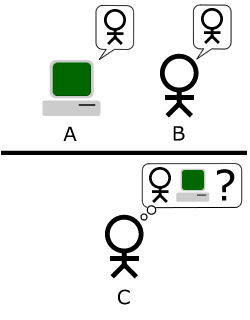
بازیکن C در واقع همان قاضی است که باید تشخیص دهد کدام‌یک از دو بازیکن دیگر کامپیوتر هستند

در واقع آزمایش اتاق چینی نوعی پیاده‌سازی از آزمایشی است که آلن تورینگ در سال ۱۹۵۰ آن را بیان کرد تا بتواند جوابی برای این سؤال پیدا کند که "آیا کامپیوترها می‌توانند فکر کنند؟". این آزمایش به این صورت است که یک انسان به عنوان قاضی، یک انسان به عنوان بازیکن اول و یک کامپیوتر به عنوان بازیکن دوم در فضاهای مجزا از هم حضور دارند و در طی یک مکالمه متنی بین دو بازیکن قاضی نباید بتواند متوجه شود کدام بازیکن کامپیوتر و کدام‌یک انسان است. گفته می‌شود تا به امروز هیچ ماشینی نتوانسته این آزمایش را با موفقیت پشت سر بگذارد.

## پاسخ‌ها
پاسخ‌ها و ادعاها به اتاق چینی جان سرل به چند دسته کلی تقسیم می‌شوند:
- آن‌هایی که می‌گویند مهم است چه کسانی در این آزمایش چینی مکالمه کردن را تشخیص می‌دهند.
- آن‌هایی که می‌گویند مهم است که نمادها تا چه میزان بی‌معنی هستند.
- آن‌هایی که می‌گویند طراحی اتاق چینی نیاز به بازسازی دارد.
- آن‌هایی که می‌گویند اظهارات جان سرل گمراه‌کننده است.
- آن‌هایی که می‌گویند این طراحی و آزمایش براساس فرضیات غلطی بنا شده و در نتیجه اثبات آن صحیح نیست.[۴]

## در فرهنگ عامه
موضوع اتاق چینی و نتایج آن محور اصلی بسیاری از داستان‌ها و فیلم‌ها و بازی‌های کامپیوتری مرتبط با دنیای فناوری اطلاعات را شکل می‌دهد که عموماً نویسندگان و سازندگان چنین سرگرمی‌هایی با برداشت‌های خودشان و در مواردی خلاف واقع و صرفاً عامه پسند این موضوع را شالوده اصلی برنامه خود ساخته‌اند.